# Alvin and the Chipmunks (film)
Alvin and the Chipmunks is een Amerikaanse filmkomedie uit 2007 van Tim Hill met stemmen van Justin Long, Matthew Gray Gubler en Jesse McCartney. En met Jason Lee, David Cross, Cameron Richardson en Jane Lynch in de hoofdrollen. In 2009 kwam er het vervolg Alvin and the Chipmunks: The Squeakquel.

## Verhaal
De drie speciale aardeekhoorntjes Alvin, Simon en Theodore besluiten hun intrede te nemen in het huis van Dave Seville, een inspiratieloze songwriter. Dave vindt ze hatelijk en wil ze zo vlug mogelijk uit zijn huis krijgen. Maar dan onthullen de Chipmunks hun geheim aan Dave, ze kunnen niet alleen praten, maar ook zingen. Samen met Dave breken ze al snel door en worden ze de sensatie in de muziekwereld. De band met Dave wordt steeds sterker zoals die met een echte vader. Maar dan laten De Chipmunks zich verleiden door een super contract. Ze verlaten Dave en gaan mee met Ian Hawke. Niet veel later eist het sterrenbestaan zijn tol. En de heimwee naar Dave wordt steeds sterker.

## Rolverdeling
| Acteur              | Personage     | Opmerkingen |
| ------------------- | ------------- | ----------- |
| Jason Lee           | Dave Seville  |             |
| David Cross         | Ian Hawke     |             |
| Cameron Richardson  | Claire Wilson |             |
| Jane Lynch          | Gail          |             |
| Justin Long         | Alvin         | stem        |
| Matthew Gray Gubler | Simon         | stem        |
| Jesse McCartney     | Theodore      | stem        |